# Короткова, Елена Евгеньевна
Елена Евгеньевна Коротко́ва (1906—1977) — советский геоботаник.

## Биография
Елена Евгеньевна Короткова родилась 31 марта 1906 года в городе Ош. Училась в Фергане, в 1926 году поступила в Ботанический сад Среднеазиатского государственного университета. С 1929 года училась на биологическом факультете САГУ, одновременно работая в ботаническом саду. Затем Короткова работала в филиале Всесоюзного института кормов. В 1933—1935 Е. Е. Короткова — научный сотрудник Среднеазиатской научно-исследовательской станции коневодства. В 1934 году Елена Евгеньевна окончила САГУ, затем стала работать в Узбекском филиале АН СССР.
В 1940—50-х годах Короткова работала совместно с Е. П. Коровиным, О. Э. Кнорринг, М. М. Советкиной и другими известными учёными.
С 1943 года Елена Короткова работала в лаборатории Института химии УзбССР. В 1945—46 Елена Евгеньевна участвовала в экспедиции Министерства здравоохранения по выяснению причин токсического гепатита у людей. Она выделила из гелиотропа несколько алкалоидов, вызывающих эту болезнь. В 1949 году она получила степень кандидата биологических наук. В 1960 году была основана лаборатория лекарственных и технических растений, которую возглавила Елена Евгеньевна.
Е. Е. Короткова скончалась 13 октября 1977 года.

## Некоторые научные работы
- Короткова Е. Е. Новые виды рода Hedysarum // Бот. мат. Герб. Ин-та бот. н зоол. АН УзССР. — 1947. — Вып. 9. — С. 6—14.
- Короткова Е. Е. Новые виды роз // Бот. мат. Герб. Ин-та бот. н зоол. АН УзССР. — 1948. — Вып. 10.
- Короткова Е. Е. Новые виды рода Cicer L. // Бот. мат. Герб. Ин-та бот. н зоол. АН УзССР. — 1948. — Вып. 10.
- Короткова Е. Е. Гелиотроп — ядовитый сорняк (узб.). — Ташкент: Изд. Акад. наук УзССР, 1951. — 16 с.
- Короткова Е. Е. Род Hulthemia // Флора Узбекистана. — Ташкент, 1955. — Т. 3.
- Короткова Е. Е. Rhamnaceae, Thymelaeaceae // Флора Узбекистана. — Ташкент, 1955. — Т. 3.
- Короткова Е. Е. Род Hedysarum // Флора Узбекистана. — Ташкент, 1955. — Т. 3. — С. 222—736.
- Короткова Е. Е. Род Onobrychis // Флора Узбекистана. — Ташкент, 1955. — Т. 3. — С. 737—744.

## Виды растений, названные в честь Е. Е. Коротковой
- Astragalus korotkovae Kamelin & Kovalevsk., 1981
- Jurinea korotkovae I.Turakulov & F.O.Khass., 1990
- Polygonum korotkovae Sumnev., 1947